# داركو ميلينوفيتش
داركو ميلينوفيتش (بالكرواتية: Darko Milinović) هو سياسي كرواتي، ولد في 25 أبريل 1963 في رييكا في كرواتيا. حزبياً، نشط في الاتحاد الديمقراطي الكرواتي. وقد انتخب عضو البرلمان الكرواتي ‏.